# 5e cérémonie des Critics' Choice Television Awards
La 5e cérémonie des Critics' Choice Television Awards (ou BTJA Awards), décernés par la Broadcast Television Journalists Association, a eu lieu le 31 mai 2015, et a récompensé les programmes télévisés diffusés au cours de la saison 2014-2015. La cérémonie a été présentée par l'humoriste Cat Deeley et diffusée en direct du The Beverly Hilton sur A&E.
Les nominations ont été annoncées le 6 mai 2015.

## Palmarès
Note : le symbole « ♕ » rappelle le gagnant de l'année précédente (si nomination).

### Séries dramatiques

#### Meilleure série dramatique
- The Americans
  - Empire
  - Game of Thrones
  - The Good Wife
  - Homeland
  - Justified
  - Orange Is the New Black ♕

#### Meilleur acteur dans une série dramatique
- Bob Odenkirk pour le rôle de Saul Goodman dans Better Call Saul
  - Freddie Highmore pour le rôle de Norman Bates dans Bates Motel
  - Charlie Hunnam pour le rôle de Jax Teller dans Sons of Anarchy
  - Timothy Olyphant pour le rôle de Raylan Givens  dans Justified
  - Matthew Rhys pour le rôle de Philip Jennings dans The Americans
  - Aden Young pour le rôle de Daniel Holden dans Rectify

#### Meilleure actrice dans une série dramatique
- Taraji P. Henson pour le rôle de Cookie Lyon dans Empire
  - Viola Davis pour le rôle de Professor Annalise Keating, J.D. dans How to Get Away with Murder
  - Vera Farmiga pour le rôle de Norma Bates dans Bates Motel
  - Eva Green pour le rôle de Vanessa Ives dans Penny Dreadful
  - Julianna Margulies pour le rôle de Alicia Florrick dans The Good Wife
  - Keri Russell pour le rôle d'Elizabeth Jennings dans The Americans

#### Meilleur acteur dans un second rôle dans une série dramatique
- Jonathan Banks pour le rôle de Mike Ehrmantraut dans Better Call Saul
  - Christopher Eccleston pour le rôle de Matt Jamison dans The Leftovers
  - Walton Goggins pour le rôle de Boyd Crowder dans Justified
  - Ben Mendelsohn pour le rôle de Danny Rayburn dans Bloodline
  - Craig T. Nelson pour le rôle de Zeek Braverman dans Parenthood
  - Mandy Patinkin pour le rôle de Saul Berenson dans Homeland

#### Meilleure actrice dans un second rôle dans une série dramatique
- Lorraine Toussaint pour le rôle de Yvonne "Vee" Parker dans Orange Is the New Black
  - Christine Baranski pour le rôle de Diane Lockhart dans The Good Wife
  - Joelle Carter pour le rôle d'Ava Crowder dans Justified
  - Carrie Coon pour le rôle de Nora Durst dans The Leftovers
  - Mae Whitman pour le rôle d'Amber Holt dans Parenthood
  - Katheryn Winnick pour le rôle de Lagertha dans Vikings

#### Meilleur invité dans une série dramatique
- Sam Elliott pour le rôle d'Avery Markham dans Justified
  - Walton Goggins pour le rôle de Venus Van Dam dans Sons of Anarchy
  - Linda Lavin pour le rôle de Joy Grubeck dans The Good Wife
  - Julianne Nicholson pour le rôle du Dr Lillian DePaul dans Masters of Sex
  - Lois Smith pour le rôle de Betty Turner dans The Americans
  - Cicely Tyson pour le rôle d'Ophelia Harkness dans How to Get Away with Murder

### Séries comiques

#### Meilleure série comique
- Silicon Valley
  - Broad City
  - Jane the Virgin
  - Mom
  - Transparent
  - Veep
  - You're the Worst

#### Meilleur acteur dans une série comique
- Jeffrey Tambor pour le rôle de Maura Pfefferman dans Transparent
  - Anthony Anderson pour le rôle d'Andre "Dre" Johnson Sr. dans Black-ish
  - Will Forte pour le rôle de Phil Miller dans The Last Man on Earth
  - Johnny Galecki pour le rôle du Dr Leonard Hofstadter dans The Big Bang Theory
  - Chris Messina pour le rôle du Dr Danny Castellano dans The Mindy Project
  - Thomas Middleditch pour le rôle de Richard Hendriks dans Silicon Valley

#### Meilleure actrice dans une série comique
- Amy Schumer pour son propre rôle et plusieurs personnages dans Inside Amy Schumer
  - Ilana Glazer pour le rôle d'Ilana Wexler dans Broad City
  - Lisa Kudrow pour le rôle de Valerie Cherish dans Mon comeback (The Comeback)
  - Julia Louis-Dreyfus pour le rôle de Selina Meyer dans Veep ♕
  - Gina Rodriguez pour le rôle de Jane Villanueva dans Jane the Virgin
  - Constance Wu pour le rôle de Jessica Huang dans Fresh Off the Boat

#### Meilleur acteur dans un second rôle dans une série comique
- T. J. Miller pour le rôle d'Erlich Bachman dans Silicon Valley
  - Tituss Burgess pour le rôle de Titus Andromedon dans Unbreakable Kimmy Schmidt
  - Jaime Camil pour le rôle de Rogelio de la Vega dans Jane the Virgin
  - Adam Driver pour le rôle d'Adam Sackler dans Girls
  - Tony Hale pour le rôle de Gary Walsh dans Veep
  - Cameron Monaghan pour le rôle d'Ian Gallagher dans Shameless

#### Meilleure actrice dans un second rôle dans une série comique
- Allison Janney pour le rôle de Bonnie Plunkett dans Mom ♕
  - Mayim Bialik pour le rôle du Dr Amy Farrah Fowler dans The Big Bang Theory
  - Carrie Brownstein pour le rôle de Various Characters dans Portlandia
  - Judith Light pour le rôle de Shelly Pfefferman dans Transparent
  - Melanie Lynskey pour le rôle de Michelle Pierson dans Togetherness
  - Eden Sher pour le rôle de Sue Heck dans The Middle

#### Meilleur invité dans une série comique
- Bradley Whitford pour le rôle de Marcy May dans Transparent
  - Becky Ann Baker pour le rôle de Loreen Horvath dans Girls
  - Josh Charles pour plusieurs personnages dans Inside Amy Schumer
  - Susie Essman pour le rôle de Bobbi Wexler dans Broad City
  - Peter Gallagher pour le rôle de Larry Brown dans Togetherness
  - Laurie Metcalf pour le rôle de Mary Cooper dans The Big Bang Theory

### Mini-séries et téléfilms

#### Meilleure série limitée
- Olive Kitteridge
  - 24: Live Another Day
  - American Crime
  - The Book of Negroes
  - The Honourable Woman
  - Wolf Hall

#### Meilleur téléfilm
- Bessie
  - Killing Jesus
  - Nightingale
  - A Poet in New York
  - Stockholm, Pennsylvania

#### Meilleur acteur dans une mini-série ou un téléfilm
- David Oyelowo pour le rôle de Peter Snowden dans Nightingale
  - Michael Gambon  pour le rôle de Howard Mollison dans The Casual Vacancy
  - Richard Jenkins pour le rôle de Henry Kitteridge dans Olive Kitteridge
  - James Nesbitt pour le rôle de Tony Hughes dans The Missing
  - Mark Rylance pour le rôle de Thomas Cromwell dans Wolf Hall
  - Kiefer Sutherland pour le rôle de Jack Bauer dans 24: Live Another Day

#### Meilleure actrice dans une mini-série ou un téléfilm
- Frances McDormand pour le rôle d'Olive Kitteridge dans Olive Kitteridge
  - Aunjanue Ellis pour le rôle d'Aminata dans The Book of Negroes
  - Maggie Gyllenhaal pour le rôle de Nessa Stein dans The Honourable Woman
  - Felicity Huffman pour le rôle de Barbara "Barb" Hanlon dans American Crime
  - Jessica Lange pour le rôle d'Elsa Mars dans American Horror Story: Freak Show
  - Queen Latifah pour le rôle de Bessie Smith dans Bessie

#### Meilleur acteur dans un second rôle dans une mini-série ou un téléfilm
- Bill Murray pour le rôle de Jack Kennison dans Olive Kitteridge
  - Jason Isaacs pour le rôle de Ben McKay dans Stockholm, Pennsylvania
  - Elvis Nolasco pour le rôle de Carter Nix dans American Crime
  - Jonathan Pryce pour le rôle de Thomas Wolsey dans Wolf Hall
  - Cory Michael Smith pour le rôle de Kevin Coulson dans Olive Kitteridge
  - Finn Wittrock pour le rôle de Dandy Mott dans American Horror Story: Freak Show

#### Meilleure actrice dans un second rôle dans une mini-série ou un téléfilm
- Sarah Paulson pour le rôle de Bette and Dot Tattler dans American Horror Story: Freak Show
  - Khandi Alexander pour le rôle de Viola dans Bessie
  - Claire Foy pour le rôle d'Anne Boleyn dans Wolf Hall
  - Janet McTeer pour le rôle de Dame Julia Walsh dans The Honourable Woman
  - Mo'Nique pour le rôle de Ma Rainey dans Bessie
  - Cynthia Nixon pour le rôle de Marcy Owens dans Stockholm, Pennsylvania

### Autres

#### Nouvelles séries les plus attendues
(ex æquo)
- American Crime Story
- Aquarius
- Blindspot
- Minority Report
- The Muppets
- Scream Queens
- Supergirl
- UnREAL

#### Meilleure série favorisant le bingewatching
- The Walking Dead
  - American Horror Story: Freak Show
  - Empire
  - Game of Thrones
  - Orange Is the New Black
  - Vikings

#### Meilleure série d'animation
- Archer ♕
  - Bob's Burgers
  - Gravity Falls
  - Les Simpson (The Simpsons)
  - South Park
  - Star Wars Rebels

#### Meilleur talk-show
- The Daily Show
  - The Graham Norton Show
  - Jimmy Kimmel Live!
  - Last Week Tonight with John Oliver
  - The Late Late Show with James Corden
  - The Tonight Show Starring Jimmy Fallon ♕

#### Meilleure émission de téléréalité
- Shark Tank ♕
  - Anthony Bourdain: Parts Unknown
  - Deadliest Catch
  - Married at First Sight
  - MythBusters
  - Undercover Boss

#### Meilleure émission de téléréalité avec compétition
- Face Off
  - The Amazing Race
  - America's Got Talent
  - Dancing with the Stars
  - MasterChef Junior (en)
  - The Voice

#### Meilleur présentateur de téléréalité
- Cat Deeley – So You Think You Can Dance
  - Tom Bergeron – Dancing with the Stars
  - Anthony Bourdain – Anthony Bourdain: Parts Unknown
  - Phil Keoghan – The Amazing Race
  - James Lipton – Inside the Actors Studio
  - Betty White – Betty White's Off Their Rockers

### Louis XIII Genius Award
- Seth MacFarlane[4]